# Лечче (футбольний клуб)
ФК «Лечче» (італ. Unione Sportiva Lecce) — професіональний футбольний клуб з Італії, який виступає в першій за рівнем італійській лізі — Серії A. Команда базується в однойменному місті Лечче, розташованому в провінції Апулія на півдні Італії. Клубні кольори — червоний і жовтий.

## Історія
Футбольний клуб «Лечче» був заснований в 1908 році. Довгий час команда брала участь в турнірах Серії В і Серії С. У найсильнішому італійському дивізіоні «Лечче» вдалося дебютувати лише в 1985 році, але за підсумками першого ж сезону команда вилетіла з Серії А. 
Сезон 1988/89 рр.. став для «Лечче» другим в Серії А. Він виявився набагато успішнішим, ніж перший: за його результатами «Лечче» посів 9-те підсумкове місце. 
У 1991 році команда знову залишила вищу лігу італійського футболу. У 1993 і 1997 роках «Лечче» зробив ще дві безуспішні спроби закріпитися в Серії А. Прогрес у виступах команди намітився з 1999 року: починаючи з цього часу «Лечче» став частіше з'являтися в Серії А, ніж у Серії В. 
У 2008 році «Лечче» в черговий раз повернувся в Серію А, щоб знову вилетіти. Сезон 2009/2010 в Серії В клуб «Лечче» зміг виграти і з першого місця повернутися до еліти італійського футболу.
У 2019 році, команда піднялась до Серії A, з другого місця.

## Склад команди
Станом на 11 грудня 2024.
| №  | Поз. | Нац.        | Гравець                            |
| -- | ---- | ----------- | ---------------------------------- |
| 1  | ВР   | Німеччина   | Крістіан Фрюхтль                   |
| 3  | НП   | Хорватія    | Анте Ребич                         |
| 4  | ЗХ   | Ангола      | Кіалонда Гаспар                    |
| 5  | ПЗ   | Албанія     | Медон Беріша                       |
| 6  | ЗХ   | Італія      | Федеріко Баскіротто (віце-капітан) |
| 7  | ПЗ   | Іспанія     | Тете Моренте                       |
| 8  | ПЗ   | Туніс       | Хамза Рафія                        |
| 9  | НП   | Чорногорія  | Нікола Крстович                    |
| 10 | НП   | Кот-д'Івуар | Конан Н'Дрі                        |
| 11 | НП   | Італія      | Нікола Сансоне                     |
| 12 | ЗХ   | Франція     | Фредерік Жильбер                   |
| 14 | ПЗ   | Ісландія    | Торір Гельгасон                    |
| 16 | ПЗ   | Іспанія     | Хоан Гонсалес                      |
| 19 | ЗХ   | Франція     | Габі Жан                           |
| 20 | ПЗ   | Албанія     | Юльбер Рамадані                    |
| 21 | ЗХ   | Італія      | Кевін Боніфаці                     |

| №  | Поз. | Нац.       | Гравець                               |
| -- | ---- | ---------- | ------------------------------------- |
| 22 | НП   | Замбія     | Ламек Банда                           |
| 23 | НП   | Румунія    | Рареш Бурнете                         |
| 24 | НП   | Данія      | Єппе Корфітцен                        |
| 25 | ЗХ   | Італія     | Антоніно Галло                        |
| 27 | ПЗ   | Ірландія   | Ерл Макджанед                         |
| 28 | ЗХ   | Австралія  | Себастьян Еспозіто                    |
| 29 | ПЗ   | Малі       | Лассана Кулібалі                      |
| 30 | ВР   | Італія     | Владіміро Фальконе                    |
| 32 | ВР   | Фінляндія  | Яспер Самоойя                         |
| 34 | НП   | Албанія    | Даріо Дака                            |
| 36 | ПЗ   | Польща     | Філіп Мархвіньський                   |
| 37 | НП   | Швеція     | Єспер Карлссон (в оренді з «Болоньї») |
| 42 | ЗХ   | Нідерланди | Вернон Аддо                           |
| 50 | НП   | Аргентина  | Сантьяго П'єротті                     |
| 75 | ПЗ   | Франція    | Балтазар Пьєрре                       |
| 77 | ПЗ   | Франція    | Мохамед Каба                          |
| 98 | ВР   | Румунія    | Александру Борбей                     |

## Досягнення
Серія B
 Переможець турніру: 2009–2010, 2021–2022
Другий призер: 1985, 1988, 2019
Третій призер: 1997, 2003, 2008
Серія C1
Переможець: 1945–46, 1975–76, 1995–1996, 2017–18
Кубок Серії C
Володар: 1976
Фіналіст: 1974

## Відомі гравці
- Антоніо Конте
- Марко Амелія
- Маттео Феррарі
- Крістіано Лукареллі
- Олексій Єрьоменко
- Мірко Вучинич
- Георге Попеску
- Хав'єр Чевантон